# غيلبرت ماركيز
غيلبرت ماركيز هو منافس ألعاب قوى سويسري، ولد في 28 يوليو 1923.

## وصلات خارجية
- غيلبرت ماركيز على موقع أوليمبيديا (الإنجليزية)